# Munch Motor Car Company
Munch Motor Car Company, vorher Munch-Allen Motor Car Company, war ein US-amerikanischer Hersteller von Automobilen.

## Unternehmensgeschichte
C. P. Munch und R. M. Allen gründeten 1909 die Munch-Allen Motor Car Company. Der Sitz war in DuBois in Pennsylvania. Sie planten die Produktion von Automobilen, hatten aber anfangs noch keine Fabrik. Howard Motor Works stellte die ersten 30 Fahrzeuge für sie her. Der Markenname lautete Keystone. Danach fand die Produktion im eigenen Werk in DuBois statt.
Die Partner trennten sich. Munch machte alleine weiter, firmierte ab 1910 als Munch Motor Car Company und verlegte den Sitz nach Yonkers im US-Staat New York. Im gleichen Jahr endete die Produktion.
Es gab keine Verbindungen zu den anderen US-amerikanischen Herstellern von Autos der Marke Keystone: 
Keystone Match & Machine Company, Keystone Motor Company und H. Cook & Brothers.

## Fahrzeuge
Alle Fahrzeuge hatten einen Sechszylindermotor. Im Six-Sixty von 1909 leistete der Motor 60 PS. Das Fahrgestell hatte 310 cm Radstand. Zur Wahl standen ein Roadster mit zwei Sitzen, ein Baby Tonneau mit vier Sitzen und ein Tourenwagen mit fünf Sitzen.
Dieses Modell wurde 1910 unverändert übernommen. Dazu kam der Light Six. Sein Motor war mit 30/35 PS angegeben. Der Radstand betrug 295 cm. Die Aufbauformen waren gleich.

## Modellübersicht
| Jahr | Modell    | Zylinder | Leistung (PS) | Radstand (cm) | Aufbau                                                         |
| ---- | --------- | -------- | ------------- | ------------- | -------------------------------------------------------------- |
| 1909 | Six-Sixty | 6        | 60            | 310           | Roadster 2-sitzig, Baby Tonneau 4-sitzig, Tourenwagen 5-sitzig |
| 1910 | Light Six | 6        | 30/35         | 295           | Tourenwagen 5-sitzig, Baby Tonneau 4-sitzig, Roadster 2-sitzig |
| 1910 | Six-Sixty | 6        | 60            | 310           | Roadster 2-sitzig, Baby Tonneau 4-sitzig, Tourenwagen 5-sitzig |